# Australian Technology Network
L'Australian Technology Network (ATN) est un regroupement de cinq universités de pointe situées chacune dans un état différent d'Australie continentale et ayant l'habitude de travailler en collaboration étroite avec l'industrie. L'ATN a été fondée en 1975 en tant que Directors of Central Institutes of Technology (DOCIT) et elle a pris en 1999 sa dénomination actuelle. 
Ces universités offrent aux étudiants qui sont prêts à entrer dans la vie professionnelle des cours appliqués. Elles forment environ 180 000 étudiants, soit près de 20 % de la population étudiante australienne. Toutes les universités membres de l'ATN figurent dans le Top 200 des universités du monde entier selon The Times Higher Education Supplement et le groupe est considéré comme l'équivalent technologique du « Groupe  des Huit » des universités australiennes.

## Membres
| Universités Membres                        | Universités Membres | Universités Membres | Universités Membres | Universités Membres |
| Université                                 | Siège               | Créée en            | Université en       | Site Web            |
| ------------------------------------------ | ------------------- | ------------------- | ------------------- | ------------------- |
| Université Curtin                          | Perth, WA           | 1902                | 1986                | Site Web            |
| Université de technologie du Queensland    | Brisbane, QLD       | 1908                | 1989                | Site Web            |
| Institut royal de technologie de Melbourne | Melbourne, VIC      | 1887                | 1992                | Site Web            |
| Université d'Australie-Méridionale         | Adélaïde, SA        | 1856                | 1991                | Site Web            |
| Université technologique de Sydney         | Sydney, NSW         | 1843                | 1988                | Site Web            |